# Mistrzostwa Europy w Rugby 7 Mężczyzn 2012
Mistrzostwa Europy w Rugby 7 Mężczyzn 2012 – jedenaste mistrzostwa Europy w rugby 7 mężczyzn, oficjalne międzynarodowe zawody rugby 7 o randze mistrzostw kontynentu organizowane przez FIRA-AER mające na celu wyłonienie najlepszej męskiej reprezentacji narodowej w tej dyscyplinie sportu w Europie. Zostały rozegrane w formie pięciu turniejów w trzech hierarchicznie ułożonych dywizjach w okresie od 19 maja – 8 lipca 2012 roku. W walce o tytuł mistrzowski brało udział dwanaście zespołów, pozostałe europejskie drużyny, które przystąpiły do rozgrywek, występowały w niższych dywizjach, pomiędzy wszystkimi trzema istniał system awansów i spadków.
W pierwszych dwóch turniejach zwyciężyli Anglicy, w trzecim zaś Francuzi. Triumf w całym cyklu odnieśli Anglicy, pozostałe miejsca na podium zajęli Portugalczycy i Francuzi. Najwięcej punktów w cyklu (135) zdobył Walijczyk, Thomas Williams.

## Informacje ogólne
Mistrzostwa zostały rozegrane w formie pięciu turniejów w dwunastozespołowej obsadzie – trzech w Grand Prix Series i po jednym w Dywizjach A i B.
Mistrzem Europy zostawała drużyna, która po rozegraniu trzech turniejów w czerwcu i lipcu – w Lyonie, Moskwie i Odense – zgromadziła najwięcej punktów, które były przyznawane za zajmowane w nich miejsca:
| Miejsce | Punkty |
| ------- | ------ |
| 1       | 20     |
| 2       | 18     |
| 3       | 15     |
| 4       | 14     |
| 5       | 12     |
| 6       | 10     |
| 7       | 7      |
| 8       | 6      |
| 9       | 4      |
| 10      | 3      |
| 11      | 2      |
| 12      | 1      |

W przypadku tej samej liczby punktów ich lokaty były ustalane kolejno na podstawie:
1. lepszego bilansu punktów zdobytych i straconych;
2. większej liczby zdobytych przyłożeń;
3. rzutu monetą.

Reprezentacje w pierwszych dwóch turniejach zostały podzielone na dwie sześciozespołowe grupy rywalizujące w pierwszej fazie w ramach grup systemem kołowym, po czym nastąpiła faza pucharowa – dwie czołowe drużyny z każdej grupy awansowały do półfinałów, zespoły z miejsc trzeciego i czwartego do turnieju Plate, a pozostałe walczyły o Bowl. Do trzeciego turnieju zostały zaproszona Dania oraz trzy czołowe zespoły Dywizji A, a rywalizacja w pierwszej fazie odbywała się w ramach czterech czterozespołowych grup, zaś faza pucharowa była trzyrundowa. W fazie grupowej spotkania toczone były bez ewentualnej dogrywki, za zwycięstwo, remis i porażkę przysługiwały odpowiednio trzy, dwa i jeden punkt, brak punktów natomiast za nieprzystąpienie do meczu. W przypadku remisu w fazie pucharowej organizowana była dogrywka składająca się z dwóch pięciominutowych części, z uwzględnieniem reguły nagłej śmierci.
Przystępujące do turnieju reprezentacje mogły liczyć maksymalnie dwunastu zawodników. Rozstawienie w każdych zawodach następowało na podstawie wyników poprzedniego turnieju, a w przypadku pierwszych zawodów – na podstawie rankingu z poprzedniego roku uzupełnionego o Szkocję, którą uplasowano na miejscu 7 w rozgrywkach elity.
Pomiędzy dywizjami istniał system awansów i spadków – po zakończonym sezonie najsłabsza reprezentacja z Grand Prix Series oraz Dywizji A zostały relegowane do niższych klas rozgrywkowych, a ich miejsce zajęli zwycięzcy zawodów odpowiednio Dywizji A oraz Dywizji B.

## Uczestnicy
Obsada turniejów została ustalona na podstawie wyników osiągniętych w poprzednich mistrzostwach.
| GPS | Dywizja A                                                                                                   | Dywizja B |
| --- | --- | --- |
| - Portugalia - Anglia - Hiszpania - Rosja - Francja - Gruzja - Szkocja - Włochy - Walia - Ukraina - Holandia - Niemcy | - Rumunia - Mołdawia - Belgia - Szwecja - Polska - Litwa - Izrael - Dania - Cypr - Czechy - Andora - Serbia | - Chorwacja - Szwajcaria - Łotwa - Węgry - Grecja - Malta - Bułgaria - Monako - Luksemburg - Bośnia i Hercegowina - Norwegia - Słowacja |

## Turnieje

### Lyon (2-3 czerwca)
| Miejsce | Reprezentacja |
| ------- | ------------- |
| 1       | Anglia        |
| 2       | Portugalia    |
| 3       | Hiszpania     |
| 4       | Walia         |
| 5       | Rosja         |
| 6       | Szkocja       |
| 7       | Francja       |
| 8       | Gruzja        |
| 9       | Holandia      |
| 10      | Włochy        |
| 11      | Niemcy        |
| 12      | Ukraina       |

|  |                 |            |           |                   |    |            |            |       |
|  | Półfinały       | Półfinały  | Półfinały |                   |    | Finał      | Finał      | Finał |
|  | Półfinały       | Półfinały  | Półfinały |                   |    | Finał      | Finał      | Finał |
|  | 03 czerwca 2012 |            |           |                   |    |            |            |       |
|  |                 |            |           |                   |    |            |            |       |
|  | Portugalia      | Portugalia | 12        |                   |    |            |            |       |
|  | Portugalia      | Portugalia | 12        | 03 czerwca 2012   |    |            |            |       |
|  | Hiszpania       | Hiszpania  | 7         |                   |    |            |            |       |
|  | Hiszpania       | Hiszpania  | 7         |                   |    | Portugalia | Portugalia | 14    |
|  | 03 czerwca 2012 |            |           |                   |    | Portugalia | Portugalia | 14    |
|  |                 |            | Anglia    | Anglia            | 26 |            |            |       |
|  | Walia           | Walia      | Anglia    | Anglia            | 26 | 10         |            |       |
|  | Walia           | Walia      |           |                   |    |            |            |       |
|  | Anglia          | Anglia     | 24        |                   |    |            |            |       |
|  | Anglia          | Anglia     | 24        | Mecz o 3. miejsce |    |            |            |       |
|  |                 |            |           |                   |    |            |            |       |
|  | 03 czerwca 2012 |            |           |                   |    |            |            |       |
|  |                 |            |           |                   |    |            |            |       |
|  | Hiszpania       | Hiszpania  | 17        |                   |    |            |            |       |
|  | Hiszpania       | Hiszpania  | 17        |                   |    |            |            |       |
|  | Walia           | Walia      | 12        |                   |    |            |            |       |
|  | Walia           | Walia      | 12        |                   |    |            |            |       |

### Moskwa (30 czerwca - 1 lipca)
| Miejsce | Reprezentacja |
| ------- | ------------- |
| 1       | Anglia        |
| 2       | Francja       |
| 3       | Rosja         |
| 4       | Hiszpania     |
| 5       | Portugalia    |
| 6       | Ukraina       |
| 7       | Walia         |
| 8       | Szkocja       |
| 9       | Niemcy        |
| 10      | Włochy        |
| 11      | Gruzja        |
| 12      | Holandia      |

|  |               |           |           |                   |    |        |        |       |
|  | Półfinały     | Półfinały | Półfinały |                   |    | Finał  | Finał  | Finał |
|  | Półfinały     | Półfinały | Półfinały |                   |    | Finał  | Finał  | Finał |
|  | 01 lipca 2012 |           |           |                   |    |        |        |       |
|  |               |           |           |                   |    |        |        |       |
|  | Anglia        | Anglia    | 22        |                   |    |        |        |       |
|  | Anglia        | Anglia    | 22        | 01 lipca 2012     |    |        |        |       |
|  | Hiszpania     | Hiszpania | 7         |                   |    |        |        |       |
|  | Hiszpania     | Hiszpania | 7         |                   |    | Anglia | Anglia | 21    |
|  | 01 lipca 2012 |           |           |                   |    | Anglia | Anglia | 21    |
|  |               |           | Francja   | Francja           | 15 |        |        |       |
|  | Rosja         | Rosja     | Francja   | Francja           | 15 | 0      |        |       |
|  | Rosja         | Rosja     |           |                   |    |        |        |       |
|  | Francja       | Francja   | 7         |                   |    |        |        |       |
|  | Francja       | Francja   | 7         | Mecz o 3. miejsce |    |        |        |       |
|  |               |           |           |                   |    |        |        |       |
|  | 01 lipca 2012 |           |           |                   |    |        |        |       |
|  |               |           |           |                   |    |        |        |       |
|  | Hiszpania     | Hiszpania | 10        |                   |    |        |        |       |
|  | Hiszpania     | Hiszpania | 10        |                   |    |        |        |       |
|  | Rosja         | Rosja     | 12        |                   |    |        |        |       |
|  | Rosja         | Rosja     | 12        |                   |    |        |        |       |

### Odense (7-8 lipca)
| Miejsce | Reprezentacja |
| ------- | ------------- |
| 1       | Francja       |
| 2       | Portugalia    |
| 3       | Walia         |
| 4       | Hiszpania     |
| 5       | Gruzja        |
| 6       | Anglia        |
| 7       | Rosja         |
| 8       | Szkocja       |
| 9       | Włochy        |
| 10      | Holandia      |
| 11      | Niemcy        |
| 12      | Ukraina       |

|  |               |            |           |                   |    |            |            |       |
|  | Półfinały     | Półfinały  | Półfinały |                   |    | Finał      | Finał      | Finał |
|  | Półfinały     | Półfinały  | Półfinały |                   |    | Finał      | Finał      | Finał |
|  | 08 lipca 2012 |            |           |                   |    |            |            |       |
|  |               |            |           |                   |    |            |            |       |
|  | Walia         | Walia      | 17        |                   |    |            |            |       |
|  | Walia         | Walia      | 17        | 08 lipca 2012     |    |            |            |       |
|  | Portugalia    | Portugalia | 24        |                   |    |            |            |       |
|  | Portugalia    | Portugalia | 24        |                   |    | Portugalia | Portugalia | 12    |
|  | 08 lipca 2012 |            |           |                   |    | Portugalia | Portugalia | 12    |
|  |               |            | Francja   | Francja           | 21 |            |            |       |
|  | Hiszpania     | Hiszpania  | Francja   | Francja           | 21 | 0          |            |       |
|  | Hiszpania     | Hiszpania  |           |                   |    |            |            |       |
|  | Francja       | Francja    | 21        |                   |    |            |            |       |
|  | Francja       | Francja    | 21        | Mecz o 3. miejsce |    |            |            |       |
|  |               |            |           |                   |    |            |            |       |
|  | 08 lipca 2012 |            |           |                   |    |            |            |       |
|  |               |            |           |                   |    |            |            |       |
|  | Walia         | Walia      | 21        |                   |    |            |            |       |
|  | Walia         | Walia      | 21        |                   |    |            |            |       |
|  | Hiszpania     | Hiszpania  | 17        |                   |    |            |            |       |
|  | Hiszpania     | Hiszpania  | 17        |                   |    |            |            |       |